# Psitacosaure
El psitacosaure (Psittacosaurus) és un gènere de dinosaure ceratop psitacosàurid que va viure al Cretaci inferior en el que avui en dia és Àsia, fa entre 130 i 100 milions d'anys. És el gènere de dinosaure amb més espècies conegudes. Se'n reconeixen almenys deu espècies diferents a partir de fòssils trobats a diferents regions de la Xina, Mongòlia i Rússia, amb una possible espècie addicional de Tailàndia.
Totes les espècies de psitacosaure eren de la mida d'una gasela, bípedes i herbívores, caracteritzades per un bec elevat i potent a la mandíbula superior. Almenys una de les espècies tenia estructures allargades similars a plomes sobre la cua i la part posterior de l'esquena, que probablement servien per exhibir-se. Els psitacosaures són ceratops extremadament primitius i, mentre que desenvoluparen adaptacions noves pròpies, també compartien molts caràcters amb ceratops posteriors, com el protoceratop i el triceratop, de la mida d'un elefant.
El psitacosaure no és tan familiar per al públic general com el seu parent llunyà, el triceratop, però és un dels gèneres de dinosaure més ben coneguts. Se n'han trobat més de 400 individus fòssils, incloent-hi molts esquelets complets. La majoria d'estadis d'edat estan representats, des de nounats fins a adults, cosa que ha permès nombrosos estudis detallats de les taxes de creixement i de la biologia reproductiva del psitacosaure. L'abundància d'aquest dinosaure en el registre fòssil ha conduït al seu ús com a fòssil guia pels sediments del Cretaci inferior de l'Àsia central.

## Descripció

Comparació de la mida entre un psitacosaure i un humà. Cada quadrat representa un metre quadrat.

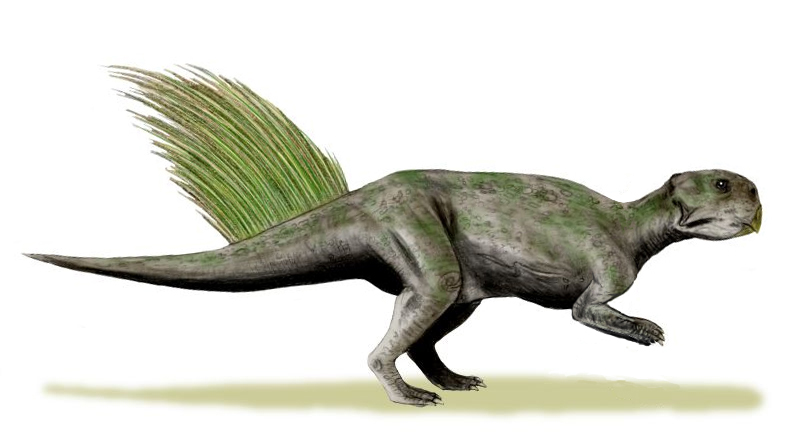
Psittacosaurus mongoliensis.

Les diferents espècies de psitacosaure varien en la mida i les característiques específiques del crani i l'esquelet, però comparteixen la mateixa forma global del cos. L'espècie més ben coneguda, P. mongoliensis, arribava als 2 metres de longitud. El pes màxim d'un adult rondava els 20 kilograms en P. mongoliensis. Moltes espècies s'apropaven a P. mongoliensis pel que fa a la mida (P. major, P. neimongoliensis, P. xinjiangensis), mentre d'altres eren més petites (P. sinensis, P. meileyingensis). P. ordosensis és l'espècie més petita coneguda, un 30% més petita que P. mongoliensis. Les més grans eren P. lujitunensis i P. sibiricus, tot i que cap de les dues no era significativament més gran que P. mongoliensis.
El crani del psitacosaure estava molt modificat en comparació amb el d'altres dinosaures ornitisquis del mateix període. El crani era extremadament alt i curt, amb un perfil gairebé arrodonit en algunes espècies. La porció situada davant l'òrbita ocular representava només el 40% del total de la longitud del crani, més curta que la de qualsevol altre ornitisqui conegut. Tant la mandíbula superior com la inferior suportaven un bec pronunciat, format a partir dels ossos rostral i el predentari, respectivament. El nucli ossi del bec podria haver estat recobert de queratina per proporcionar una superfície tallant i afilada per arrancar material vegetal. Tal com ho suggereix el nom genèric, el crani curt i el bec del psitacosaure el feien assemblar superficialment a un lloro modern. Els cranis de psitacosaure comparteixen moltes adaptacions amb ceratops més derivats, com passa amb l'únic os rostral a la punta de la mandíbula superior i els ossos jugals sobresortints. De totes maneres, encara no hi havia cap indici del collar ossi del coll o de les banyes facials prominents que es desenvoluparen en ceratops posteriors. Del crani de P. sibiricus en sobresortien banyes, però es creu que aquest és un exemple d'evolució convergent.
Els esquelets postcranials de psitacosaure eren més típics dels ornitisquis bípedes "genèrics". En el cas de P. mongoliensis, i de forma similar a les altres espècies, les potes anteriors mesuraven només un 58% de la longitud total de les potes posteriors, indicant que aquests animals eren gairebé totalment bípedes en vida. Presentaven només quatre dits a la mà, a diferència dels cinc dits presents en la majoria dels altres ornitisquis (incloent-hi tots els altres ceratops). Tanmateix, els peus amb quatre dits eren molt similars als de molts dels altres petits ornitisquis.

## Descobriment i taxonomia
Les primeres restes fòssils de psitacosaure foren descobertes l'any 1922, durant la tercera expedició del Museu Americà d'Història Natural (AMNH) al desert de Gobi. Un dels conductors de l'expedició trobà l'espècimen tipus (AMNH 6254), un Psittacosaurus mongoliensis.
El paleontòleg Henry Fairfield Osborn, director de l'AMNH, va descriure i anomenar el gènere Psittacosaurus en un article científic publicat el 19 d'octubre de l'any 1923. A l'article, Osborn, també describia un altre gènere, Protiguanodon, que en realitat era el mateix psitacosaure. Tanmateix, Osborn va determinar que ambdós dinosaures eren membres primitius d'ornitòpodes i ancilosaures.
Les paleontòlogues poloneses Teresa Maryańska i Halszka Osmólska van revisar les restes fòssils trobades per les expedicions americanes juntament amb restes fòssils trobades durant les expedicions polaco-mongoles, en les que havien participat. D'aquesta manera van concloure que en realitat es tractava de dinosaures del grup dels ceratops. L'any 1990 Paul Sereno va determinar que Psittacosaurus i Protiguanodon eren, en realitat, la mateixa espècie.
El nom genèric suggereix la similitud superficial entre el bec d'aquest animal i el dels lloros i la seva naturalesa reptiliana.

### Espècies de psitacosaure

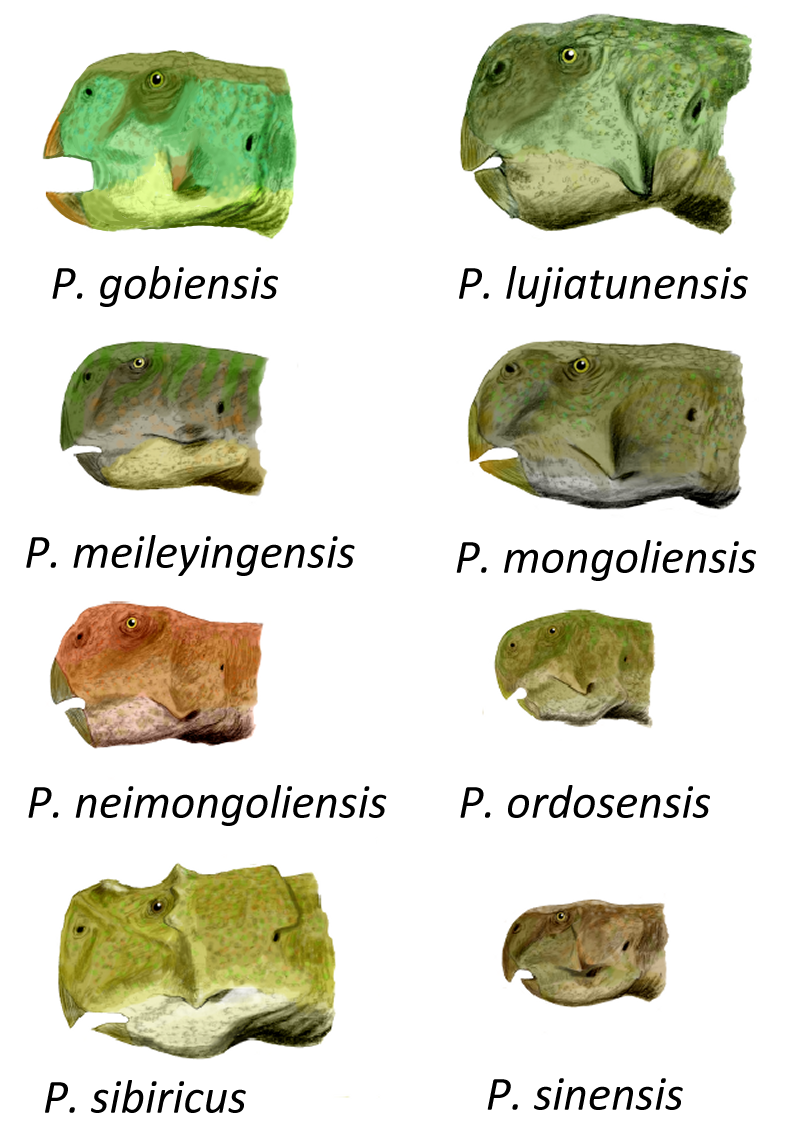
Il·lustracions de vuit de les espècies de psitacosaure, dibuixades a escala.

S'han assignat més de dotze espècies al gènere Psittacosaurus, tot i que només entre nou i onze es consideren com a vàlides. Aquest és el nombre més elevat d'espècies actualment assignades a un únic gènere de dinosaure (sense incloure als ocells). De fet, la majoria dels altres gèneres de dinosaure només contenen una espècie coneguda. La diferència és deguda principalment a les peculiaritats del registre fòssil.
Mentre que el psitacosaure es coneix gràcies a la troballa de centenars d'espècimens fòssils, la majoria de les altres espècies de dinosaure són conegudes per molts menys fòssils, i moltes estan representades per un únic espècimen. Amb un nombre de mostres tan elevat, la diversitat del psitacosaure es pot analitzar amb major completesa que la majoria dels altres gèneres de dinosaure, resultant en el reconeixement de més espècies. La majoria de gèneres d'animals actuals estan representats per múltiples espècies, suggerint que aquest també pot ser el cas pels gèneres de dinosaures extints, encara que la majoria d'aquestes espècies poden no haver-se preservat. Tanmateix, la majoria de dinosaures són coneguts únicament a partir d'ossos i només poden ser avaluades des d'un punt de vista morfològic, mentre que les espècies existents sovint presenten una morfologia esquelètica molt similar però difereixen en altres aspectes que normalment no es preservaven en el registre fòssil, com el comportament o la coloració. Per tant, la diversitat d'espècies podria ser molt superior a la reconeguda actualment en els psitacosaures i en altres gèneres de dinosaure.
- Espècies vàlides de Psittacosaurus
  - Psittacosaurus mongoliensis[11][18] — Mongòlia i nord de la Xina
  - Psittacosaurus sinensis[19] — nord-est de la Xina
  - Psittacosaurus meileyingensis[7] — nord-centre de la Xina
  - Psittacosaurus xinjiangensis[20] — nord-oest de la Xina
  - Psittacosaurus neimongoliensis[5] — nord-centre de la Xina
  - Psittacosaurus ordosensis[5] — nord-centre de la Xina
  - Psittacosaurus mazongshanensis[21] — nord-oest de la Xina
  - Psittacosaurus sibiricus[22] - Rússia (sud de Sibèria)
  - Psittacosaurus lujiatunensis[8] - nord-est de la Xina
  - Psittacosaurus major[4] - nord-est de la Xina
  - Psittacosaurus gobiensis[23] - Mongòlia Interior
- Possibles espècies de Psittacosaurus
  - ?Psittacosaurus sattayaraki[24][25] - Tailàndia

### Classificació

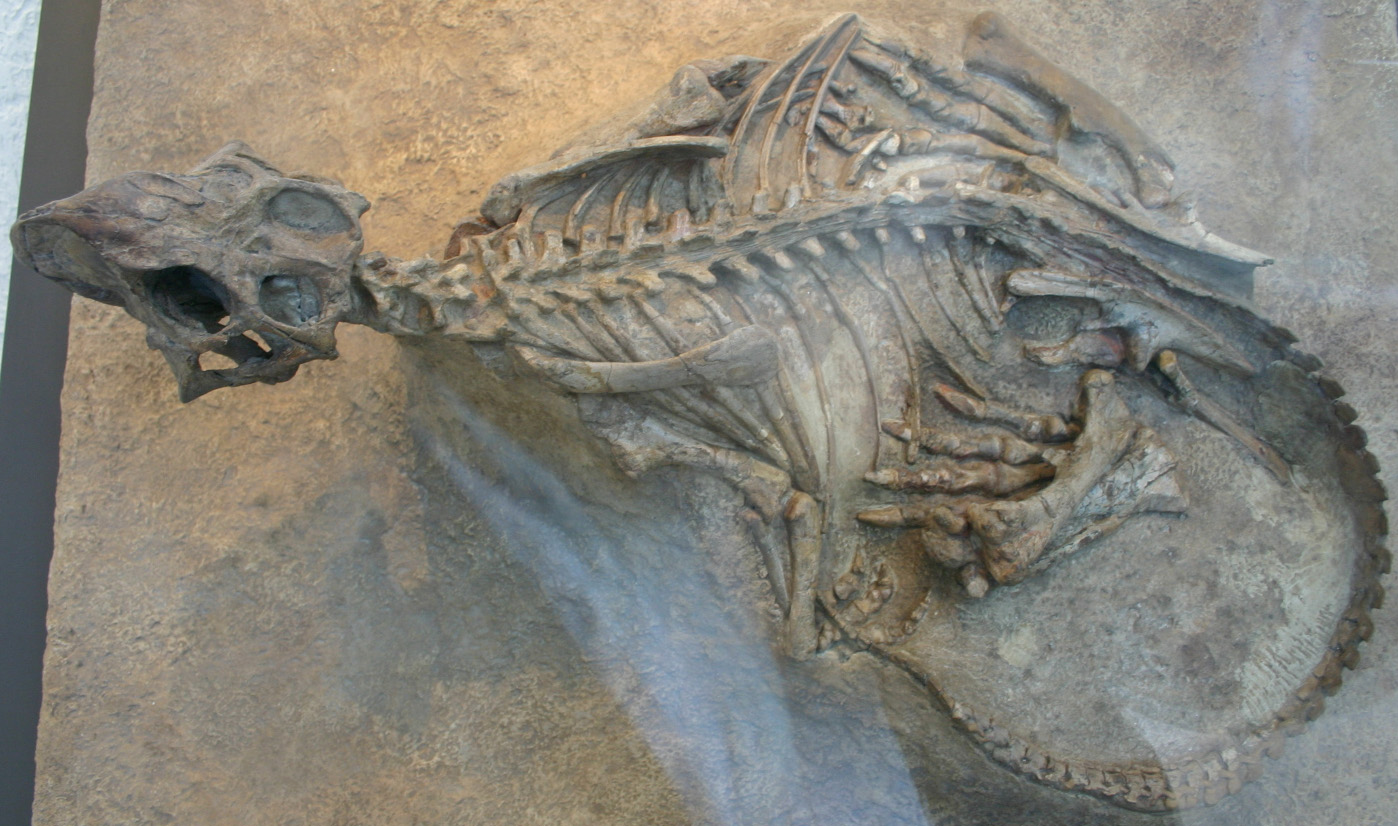
Holotip de Psittacosaurus mongoliensis, Museu Americà d'Història Natural

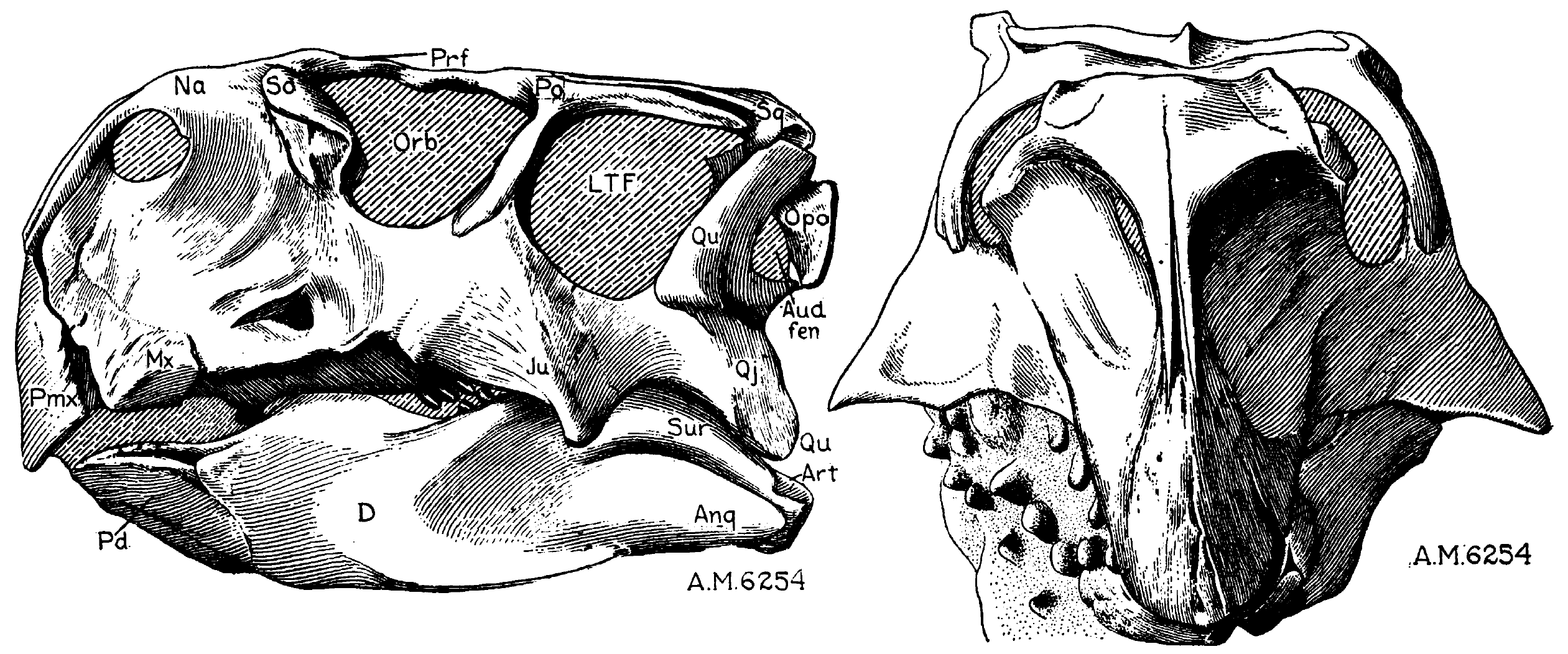
Crani tipus de Psittacosaurus mongoliensis d'Osborn, 1923.

Psittacosaurus és el gènere tipus de la família dels psitacosàurids, que fou anomenada per Osborn l'any 1923. Només un altre gènere, Hongshanosaurus, és classificat actualment dins aquesta família juntament amb el psitacosaure. Els psitacosàurids eren basals a gairebé tots els ceratops coneguts tret de Yinlong i potser els chaoyangsàurids. Mentre que els psitacosàurids eren una branca primerenca de l'arbre genealògic dels ceratops, el psitacosaure en si probablement no era l'ancestre directe de cap altre grup de ceratops. Tots els altres ceratops van conservar el cinquè dit de la mà, una plesiomorfia o tret primitiu, mentre que totes les espècies de psitacosaure només tenien quatre dits a les mans. Tanmateix, la fossa antorbitària, una obertura en el crani entre l'òrbita ocular i el nariu, es va perdre durant l'evolució dels psitacosàurids, però encara es trobava a la majoria dels altres ceratops i la majoria dels altres arcosaures. Es considera molt poc probable que el cinquè dit o la fossa antorbitària evolucionessin per segona vegada.
Tot i que s'han anomenat moltes espècies de psitacosaure, les relacions de parentesc entre elles encara no s'han explorat totalment i no existeix un conscens científic al respecte. S'han publicat nombroses anàlisis filogenètiques, essent les més detallades la d'Aleksandr Averiànov i col·laboradors de l'any 2006, Hai-Lu You i col·laboradors l'any 2008, i Paul Sereno l'any 2010.
Averianov et al. (2006):
|  | P. sibiricus |
|  |              |
|  | P. sinensis  |
|  |              |

|  | P. neimongoliensis |
|  | |
|  | P. ordosensis |
|  | |
|  | \| \| Yixian Psittacosaurus sp. (ni P. lujiatunensis ni P. major) \| \| \| \| \| \| P. mazongshanensis \| \| \| \| \| \| P. meileyingensis \| \| \| \| \| \| P. mongoliensis \| \| \| \| \| \| P. xinjiangensis \| \| \| \| |
|  | |
|  | Yixian Psittacosaurus sp. (ni P. lujiatunensis ni P. major) |
|  | |
|  | P. mazongshanensis |
|  | |
|  | P. meileyingensis |
|  | |
|  | P. mongoliensis |
|  | |
|  | P. xinjiangensis |
|  | |

|  | Yixian Psittacosaurus sp. (ni P. lujiatunensis ni P. major) |
|  |                                                             |
|  | P. mazongshanensis                                          |
|  |                                                             |
|  | P. meileyingensis                                           |
|  |                                                             |
|  | P. mongoliensis                                             |
|  |                                                             |
|  | P. xinjiangensis                                            |
|  |                                                             |

|  | P. sibiricus |
|  |              |
|  | P. sinensis  |
|  |              |

|  | P. neimongoliensis |
|  | |
|  | P. ordosensis |
|  | |
|  | \| \| Yixian Psittacosaurus sp. (ni P. lujiatunensis ni P. major) \| \| \| \| \| \| P. mazongshanensis \| \| \| \| \| \| P. meileyingensis \| \| \| \| \| \| P. mongoliensis \| \| \| \| \| \| P. xinjiangensis \| \| \| \| |
|  | |
|  | Yixian Psittacosaurus sp. (ni P. lujiatunensis ni P. major) |
|  | |
|  | P. mazongshanensis |
|  | |
|  | P. meileyingensis |
|  | |
|  | P. mongoliensis |
|  | |
|  | P. xinjiangensis |
|  | |

|  | Yixian Psittacosaurus sp. (ni P. lujiatunensis ni P. major) |
|  |                                                             |
|  | P. mazongshanensis                                          |
|  |                                                             |
|  | P. meileyingensis                                           |
|  |                                                             |
|  | P. mongoliensis                                             |
|  |                                                             |
|  | P. xinjiangensis                                            |
|  |                                                             |

You et al. (2008):
|  | P. sibiricus |
|  |              |
|  | P. sinensis  |
|  |              |

|  | P. lujiatunensis   |
|  |                    |
|  | P. mazongshanensis |
|  |                    |

|  | P. major                                                              |
|  |                                                                       |
|  | P. neimongoliensis                                                    |
|  |                                                                       |
|  | \| \| P. meileyingensis \| \| \| \| \| \| P. mongoliensis \| \| \| \| |
|  |                                                                       |
|  | P. meileyingensis                                                     |
|  |                                                                       |
|  | P. mongoliensis                                                       |
|  |                                                                       |

|  | P. meileyingensis |
|  |                   |
|  | P. mongoliensis   |
|  |                   |

|  | P. lujiatunensis   |
|  |                    |
|  | P. mazongshanensis |
|  |                    |

|  | P. major                                                              |
|  |                                                                       |
|  | P. neimongoliensis                                                    |
|  |                                                                       |
|  | \| \| P. meileyingensis \| \| \| \| \| \| P. mongoliensis \| \| \| \| |
|  |                                                                       |
|  | P. meileyingensis                                                     |
|  |                                                                       |
|  | P. mongoliensis                                                       |
|  |                                                                       |

|  | P. meileyingensis |
|  |                   |
|  | P. mongoliensis   |
|  |                   |

|  | P. sibiricus |
|  |              |
|  | P. sinensis  |
|  |              |

|  | P. lujiatunensis   |
|  |                    |
|  | P. mazongshanensis |
|  |                    |

|  | P. major                                                              |
|  |                                                                       |
|  | P. neimongoliensis                                                    |
|  |                                                                       |
|  | \| \| P. meileyingensis \| \| \| \| \| \| P. mongoliensis \| \| \| \| |
|  |                                                                       |
|  | P. meileyingensis                                                     |
|  |                                                                       |
|  | P. mongoliensis                                                       |
|  |                                                                       |

|  | P. meileyingensis |
|  |                   |
|  | P. mongoliensis   |
|  |                   |

|  | P. lujiatunensis   |
|  |                    |
|  | P. mazongshanensis |
|  |                    |

|  | P. major                                                              |
|  |                                                                       |
|  | P. neimongoliensis                                                    |
|  |                                                                       |
|  | \| \| P. meileyingensis \| \| \| \| \| \| P. mongoliensis \| \| \| \| |
|  |                                                                       |
|  | P. meileyingensis                                                     |
|  |                                                                       |
|  | P. mongoliensis                                                       |
|  |                                                                       |

|  | P. meileyingensis |
|  |                   |
|  | P. mongoliensis   |
|  |                   |

Sereno (2010):
|  | P. meileyingensis                                             |
|  |                                                               |
|  | \| \| P. lujiatunensis \| \| \| \| \| \| P. major \| \| \| \| |
|  |                                                               |
|  | P. lujiatunensis                                              |
|  |                                                               |
|  | P. major                                                      |
|  |                                                               |

|  | P. lujiatunensis |
|  |                  |
|  | P. major         |
|  |                  |

|  | P. sp. (més tard P. gobiensis)                                     |
|  |                                                                    |
|  | P. sibiricus                                                       |
|  |                                                                    |
|  | \| \| P. neimongoliensis \| \| \| \| \| \| P. sinensis \| \| \| \| |
|  |                                                                    |
|  | P. neimongoliensis                                                 |
|  |                                                                    |
|  | P. sinensis                                                        |
|  |                                                                    |

|  | P. neimongoliensis |
|  |                    |
|  | P. sinensis        |
|  |                    |

|  | P. meileyingensis                                             |
|  |                                                               |
|  | \| \| P. lujiatunensis \| \| \| \| \| \| P. major \| \| \| \| |
|  |                                                               |
|  | P. lujiatunensis                                              |
|  |                                                               |
|  | P. major                                                      |
|  |                                                               |

|  | P. lujiatunensis |
|  |                  |
|  | P. major         |
|  |                  |

|  | P. sp. (més tard P. gobiensis)                                     |
|  |                                                                    |
|  | P. sibiricus                                                       |
|  |                                                                    |
|  | \| \| P. neimongoliensis \| \| \| \| \| \| P. sinensis \| \| \| \| |
|  |                                                                    |
|  | P. neimongoliensis                                                 |
|  |                                                                    |
|  | P. sinensis                                                        |
|  |                                                                    |

|  | P. neimongoliensis |
|  |                    |
|  | P. sinensis        |
|  |                    |

|  | P. meileyingensis                                             |
|  |                                                               |
|  | \| \| P. lujiatunensis \| \| \| \| \| \| P. major \| \| \| \| |
|  |                                                               |
|  | P. lujiatunensis                                              |
|  |                                                               |
|  | P. major                                                      |
|  |                                                               |

|  | P. lujiatunensis |
|  |                  |
|  | P. major         |
|  |                  |

|  | P. sp. (més tard P. gobiensis)                                     |
|  |                                                                    |
|  | P. sibiricus                                                       |
|  |                                                                    |
|  | \| \| P. neimongoliensis \| \| \| \| \| \| P. sinensis \| \| \| \| |
|  |                                                                    |
|  | P. neimongoliensis                                                 |
|  |                                                                    |
|  | P. sinensis                                                        |
|  |                                                                    |

|  | P. neimongoliensis |
|  |                    |
|  | P. sinensis        |
|  |                    |

|  | P. meileyingensis                                             |
|  |                                                               |
|  | \| \| P. lujiatunensis \| \| \| \| \| \| P. major \| \| \| \| |
|  |                                                               |
|  | P. lujiatunensis                                              |
|  |                                                               |
|  | P. major                                                      |
|  |                                                               |

|  | P. lujiatunensis |
|  |                  |
|  | P. major         |
|  |                  |

|  | P. sp. (més tard P. gobiensis)                                     |
|  |                                                                    |
|  | P. sibiricus                                                       |
|  |                                                                    |
|  | \| \| P. neimongoliensis \| \| \| \| \| \| P. sinensis \| \| \| \| |
|  |                                                                    |
|  | P. neimongoliensis                                                 |
|  |                                                                    |
|  | P. sinensis                                                        |
|  |                                                                    |

|  | P. neimongoliensis |
|  |                    |
|  | P. sinensis        |
|  |                    |

S'ha suggerit que P. lujiatunensis és basal a la resta d'espècies. Això seria consistent amb la seva aparició més primerenca en el registre fòssil.

## Procedència

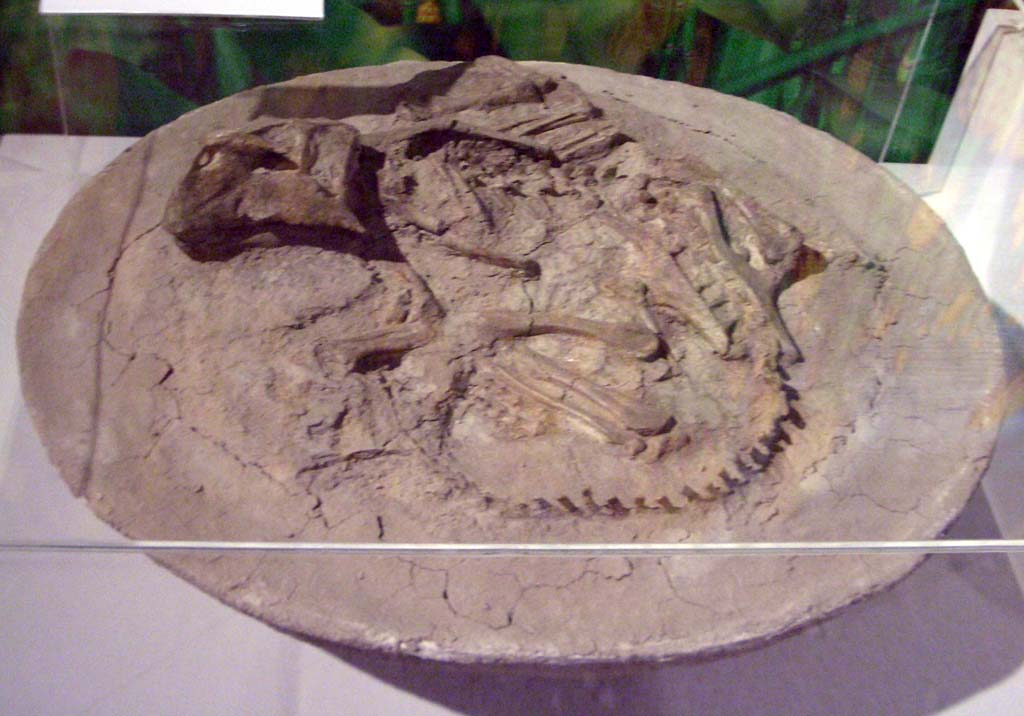
Esquelet fòssil de Psittacosaurus mongoliensis exhibit al Museu de les Ciències de Hong Kong.

Els psitacosaures es coneixen a partir de més de 400 espècimens individuals, dels quals més de 75 han estat assignats a l'espècie tipus, P. mongoliensis. Tots els fòssils de psitacosaure s'han trobat en sediments del Cretaci inferior a Àsia, des del sud de Sibèria fins al nord de la Xina, o possiblement fins a Tailàndia. L'antiguitat més comuna de les formacions geològiques que contenen fòssils de psitacosaure es remunta al Barremià superior i fins a l'Albià del Cretaci inferior, fa aproximadament entre 125 i 100 milions d'anys. Gairebé totes les formacions sedimentàries terrestres d'aquesta antiguitat a Mongòlia i al nord de la Xina han produït fòssils de psitacosaure, fent que s'utilitzi com a fòssil guia per aquest període temporal en aquesta regió, juntament amb el pterosaure molt comú Dsungaripterus.
L'espècie més antiga coneguda és P. lujiatunensis, trobada als estrats més inferiors de la formació de Yixian. Més de 200 espècimens atribuïts a aquest gènere s'han recuperat d'aquests i d'altres estrats de Yixian, l'antiguitat de la qual és objecte de debat. Tot i que molts estudis primaris que utilitzen la datació radiomètrica situen Yixian al període Juràssic, desenes de milions d'anys fora del rang temporal esperat del psitacosaure, estudis més recents el daten al Cretaci inferior. Fent servir la datació per argó-argó, un equip de científics xinesos han datat els estrats més inferiors a fa uns 128 milions d'anys i els més superiors a fa aproximadament 122 milions d'anys. Un estudi xinès més recent, utilitzant la datació per urani-plom, suggereix que els estrats inferiors són més antics, de fa aproximadament 125 milions d'anys, mentre que concorden amb la datació de 122 milions d'anys pels estrats superiors. Aquest treball assenyala que Yixian és de l'Aptià inferior, o possiblement del Barremià superior a l'Aptià inferior.

## Paleobiologia

### Dieta

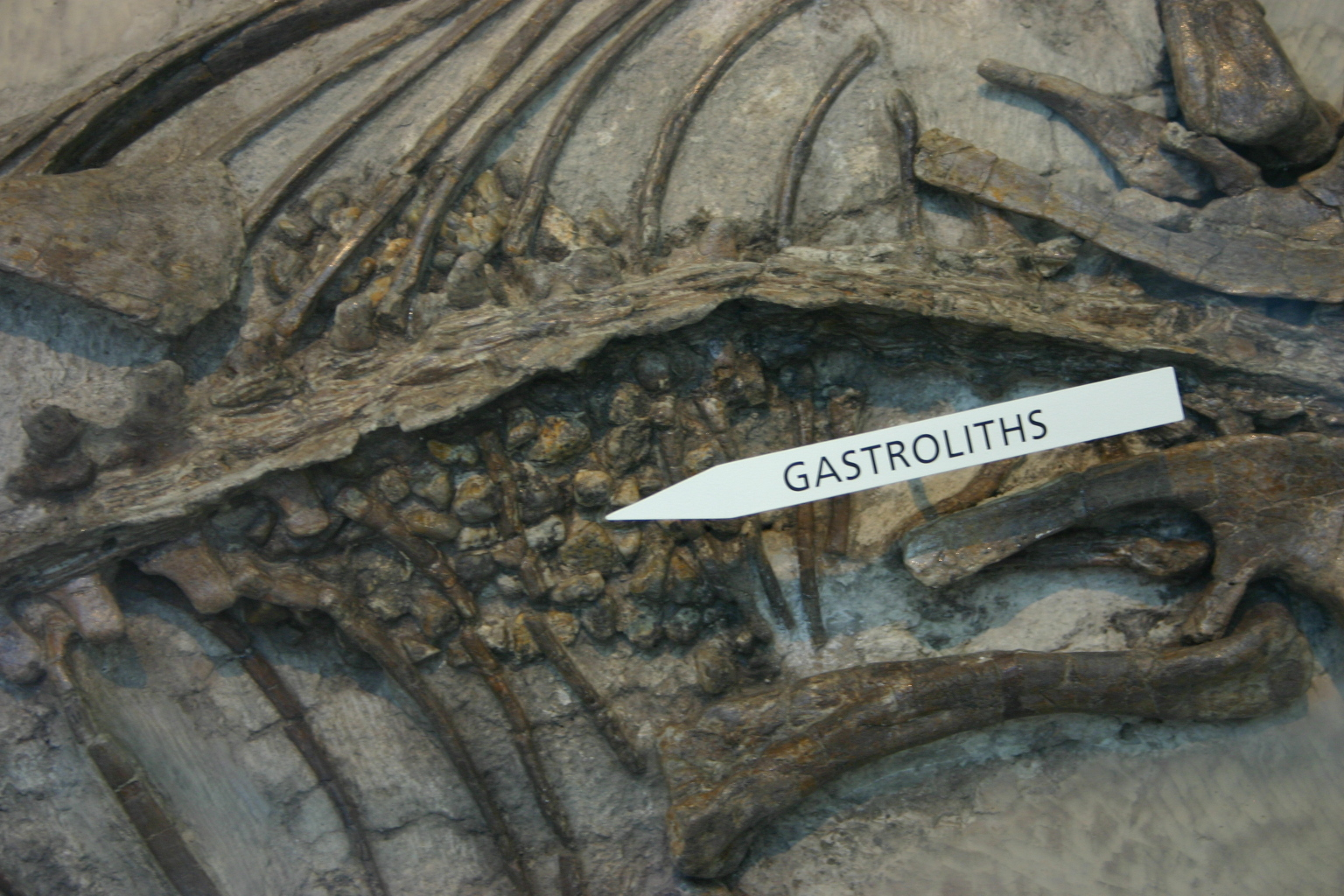
Fòssil de psitacosaure amb gastròlits a la regió estomacal, Museu Americà d'Història Natural

Els psitacosaures tenien dents afilades que haurien sigut útils per tallar i arrancar material vegetal. Tanmateix, a diferència de ceratops posteriors, no tenien dents adequades per moldre o mastegar el menjar. En comptes d'això, utilitzaven gastròlits, pedres que s'empassaven per triturar el menjar a mesura que passava pel sistema digestiu. Els gastròlits, a vegades més de cinquanta, es troben ocasionalment a les cavitats abdominals dels psitacosaures i podrien haver estat emmagatzemats en pedrers, com els ocells moderns.

### Ritme de creixement
S'han trobat nombrosos joves de psitacosaure. El més petit és una cria de la col·lecció del Museu Americà d'Història Natural (AMNH), que mesura només entre 11 i 13 centímetres de longitud, amb un crani de 2,8 centímetres. Un altre crani de cria de l'AMNH només mesura 4,6 centímetres de longitud. Ambdós espècimens són de Mongòlia. Els joves trobats a la formació de Yixian són aproximadament de la mateixa edat que l'espècimen més gran de l'AMNH. Un adult de Psittacosaurus mongoliensis s'hauria apropat als 2 metres de longitud.
Una anàlisi histològica de P. mongoliensis ha determinat el ritme de creixement d'aquests animals. S'estima que els espècimens més petits d'aquest estudi tenien tres anys i pesaven menys d'un quilogram, mentre que els més grans tenien nou anys i pesaven gairebé 20 kg. Això indica un ritme de creixement relativament ràpid en comparació amb la majoria de rèptils i mamífers marsupials, però més lent que els ocells actuals i mamífers placentaris. Un estudi de determinació d'edat dut a terme sobre unes restes fossilitzades de Psittacosaurus mongoliensis fent servir els anells de creixement suggereix que la longevitat dels ceratops basals era d'entre 10 i 11 anys.

### Tegument

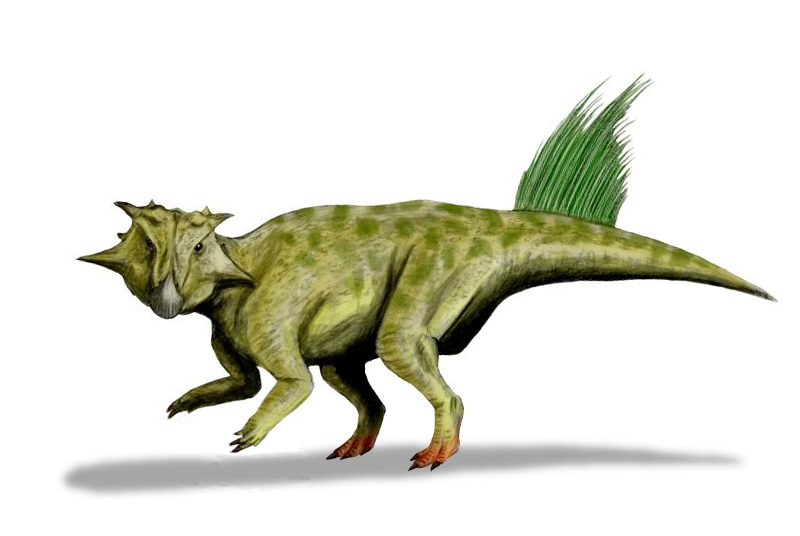
Psittacosaurus sibiricus exhibint les estructures tegumentàries de la cua.

El tegument, o cobertura del cos, dels psitacosaures es coneix a partir d'un espècimen xinès, que molt probablement prové de la formació de Yixian, a Liaoning. L'espècimen, que encara no s'ha assignat a cap espècie en particular, fou exportat de forma il·legal de la Xina, violant la llei xinesa, però fou adquirit per un museu alemany i s'estan fent passos per tal de tornar-lo a la Xina.
La major part del cos estava recoberta per escates. Les escates més llargues estaven alineades en patrons irregulars, amb nombroses escates més petites ocupant els espais entre elles, de forma similar a les impressions de pell conegudes d'altres ceratops, com el casmosaure. Tanmateix, també es van preservar tot un seguit d'estructures buides i tubulars, d'aproximadament uns 16 centímetres de longitud, disposades en una fila a la superfície dorsal (superior) de la cua. De totes maneres, segons alguns científics, "ara per ara, no disposem de cap prova convincent que mostri que aquestes estructures són homòlogues a les plomes i protoplomes estructuralment diferents dels dinosaures teròpodes." Com que aquestes estructures només es trobaven en una única filera a la cua, no sembla que fossin emprades en la termoregulació, però podrien haver sigut molt útils en la comunicació mitjançant algun tipus d'exhibició.

### Cura parental

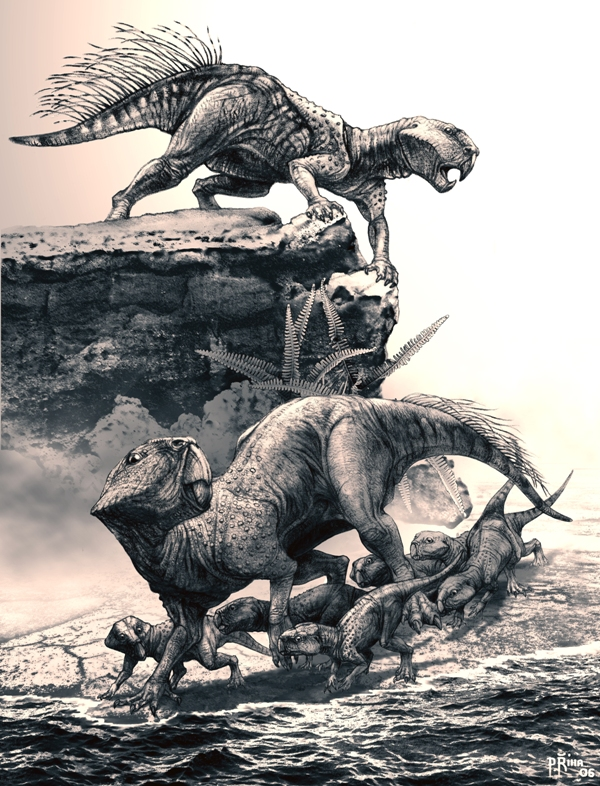
Il·lustració d'un parell de psitacosaures amb les cries.

Un espècimen extremadament ben conservat trobat a la formació de Yixian, a la província de Liaoning (Xina), ha proporcionat una de les millors proves de cura parental en dinosaures. Aquest espècimen consisteix en un adult de psitacosaure (que no s'ha assignat a cap espècie en particular), que es troba estretament associat a 34 esquelets articulats de joves, tots preservats tridimensionalment. Els psitacosaures joves, tots aproximadament de la mateixa edat, s'entrellacen en un grup per sota de l'adult, tot i que els 34 cranis es troben per sobre de la massa dels cossos, com haurien estat en vida. Això suggereix que els animals estaven vius en el moment de l'enterrament, que devia haver sigut molt ràpid, potser a causa de l'ensorrament d'un cau o la inundació d'un niu.
Els ossos joves són molt petits però estan ben ossificats. Això es pot interpretar com una prova de cura parental estesa, ja que els joves haurien d'haver estat prou temps al niu per l'ossificació dels seus ossos. El gran nombre de cries al niu suggereix que no totes haurien pertangut a l'adult preservat, indicant que els psitacosaures podrien haver dut a terme algun tipus de nidificació comunitària, potser similar a la dels estruços. De totes maneres, fins i tot les dents dels psitacosaures joves estaven desgastades, indicant que mastegaven el seu propi menjar i que podrien haver sigut precocials, tot i que això no exclou la cura parental continuada.

### Depredació

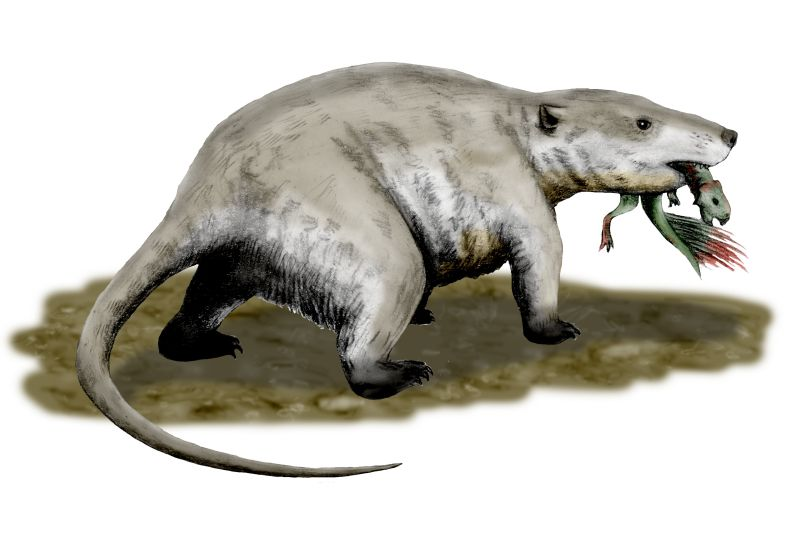
Repenomamus giganticus depredant un psitacosaure jove.

Un altre fòssil de la formació de Yixian va proporcionar una prova directa del psitacosaure com a presa. Un esquelet de Repenomamus robustus, un gran mamífer tricodont, es va preservar amb les restes d'un psitacosaure jove a la seva cavitat abdominal. Un elevat nombre d'ossos del dinosaure encara estaven articulats, fet que indica que el mamífer carnívor es va empassar la presa en trossos grans. Aquest espècimen és notable pel fet que és el primer exemple conegut de mamífer del Mesozoic que depredava dinosaures. Una depredació intensa de psitacosaures joves podria haver resultat en una selecció-R, la producció de més descendència per tal de contrarestar la seva pèrdua.

### Patologies
Dels prop de 400 espècimens coneguts de psitacosaure, només se n'ha publicat un amb algun tipus de patologia. L'espècimen en qüestió, que consisteix en un esquelet adult complet i que de manera temptativa s'ha assignat a P. mongoliensis, fou trobat a les capes inferiors de la formació de Yixian, a la Xina. No hi ha cap indici de fractura òssia, però es poden veure senyals molt clars d'una infecció a prop del punt mitjà del peroné dret. L'os exhibeix un gran forat circular, evidència de necrosi a causa de la manca de reg sanguini a la regió. El forat està envoltat per una gran quantitat d'inflamació al terç inferior de l'os. Aquesta gran quantitat d'os acumulada al voltant de la ferida indica que l'animal va sobreviure durant molt de temps tot i la lesió i posterior infecció. Com que els psitacosaures eren animals bípedes, una ferida similar a un os essencial per suportar el pes probablement hauria sigut fatal. Tanmateix, a diferència del fèmur i la tíbia, el peroné no és un os encarregat de suportar el pes, de manera que aquest animal encara hauria sigut capaç de caminar en certa manera. La causa de la lesió continua sent desconeguda.